# Amanze Egekeze
Amanze Ikenna Egekeze (nacido en Lake in the Hills (Illinois), el 3 de diciembre de 1995) es un jugador de baloncesto estadounidense con nacionalidad nigeriana que mide 2,03 metros y juega en la posición de ala-pívot. Actualmente se encuentra sin equipo. Su último equipo fue el Real Valladolid Baloncesto de la Primera FEB. Es internacional con la Selección de baloncesto de Nigeria.

## Trayectoria
Egekeze es un ala-pívot en el Huntley High School de Huntley (Illinois), antes de ingresar en 2014 en la Universidad Belmont, situada en Nashville, Tennessee, donde jugaría durante tres temporadas la NCAA con los Belmont Bruins, desde 2014 a 2018.
El 13 de julio de 2018, Egekeze firmó con los Yokohama B-Corsairs de la B.League japonesa. Durante la temporada 2018-19, también jugó para los Ryukyu Golden Kings y el Niigata Albirex BB de la misma liga.
El 1 de septiembre de 2019, Egekeze firmó con el PAOK BC de la A1 Ethniki. 
En junio de 2020, Egekeze firmó con el club francés del BC Gries-Oberhoffen de la LNB Pro B. 
El 30 de junio de 2021, Egekeze firmó con el club holandés Donar Groningen de la BNXT League, con el que ganó la Copa de Holanda.
El 3 de agosto de 2022, Egekeze firmó un contrato de un año con Joensuun Kataja de Korisliiga. En su primera temporada con Kataja promedió 13,5 puntos, 6,5 rebotes, 1,9 asistencias y 1 robo. También ganó la Copa de Finlandia y venció al Salón Vilpas para quedar en tercera posición en la Korisliiga.
El 19 de julio de 2024, firma por el Real Valladolid Baloncesto de la Primera FEB.
El 3 de enero de 2025 se confirmó la rescisión del contrato con el Real Valladolid Baloncesto.

### Internacional
En diciembre de 2020, Egekeze debutó con la selección de baloncesto de Nigeria y jugó con el equipo en las eliminatorias para el AfroBasket 2021.